# Bâgé-le-Châtel
Bâgé-le-Châtel är en kommun i departementet Ain i regionen Auvergne-Rhône-Alpes i östra Frankrike. Kommunen ligger  i kantonen Bâgé-le-Châtel som ligger i arrondissementet Bourg-en-Bresse. Kommunens areal är 0,88 km². År 2022 hade Bâgé-le-Châtel 987 invånare.

## Befolkningsutveckling
Antalet invånare i kommunen Bâgé-le-Châtel
Referens: INSEE